# Békefi Remig
Békefi Remig (született: Bröckl József) (Hajmáskér, 1858. augusztus 3. – Eger, 1924. május 21.) ciszterci szerzetes, pap, zirci apát, történetíró, neveléstörténész, egyháztörténész, egyetemi tanár, a Magyar Tudományos Akadémia tagja (levelező: 1896, rendes: 1908) Az ELTE Bölcsészettudományi Kar egykori dékánja.

## Élete
Brökl József és Obele Mária fiaként született. Édesapja molnárként dolgozott. Az ifjú József a negyedik elemit és a gimnázium hat osztályát Veszprémben végezte. 1874. szeptember 17-én nyújtotta be felvételi kérelmét a zirci ciszterciekhez, így a hetedik osztályt már magántanulóként végezte el a zirci gimnáziumban. Érettségi vizsgája kitűnő eredménnyel sikerült. Zircre visszatérve 1877. június 25-én tett egyszerű fogadalmat. Tanulmányait 1880-ban fejezte be, ennek igazoló okirata már a magyarosított Békefi József Remig névre állíttatott ki. 1880. július 16-án ünnepi fogadalmat tett, ifjú kora miatt csak 1881. augusztus 7-én szentelték pappá.
Supka Jeromos apát az 1880/81. tanévben Pécsre rendelte, ahol történelem és földrajz szakon képezte magát tovább. Tüdővérzése miatt sokat betegeskedett, emiatt a tanítással is fel kellett hagynia egy időre. Ezt az időszakot a szentgotthárdi kolostorban töltötte, és itt érett meg azon elhatározása is, hogy megírja rendjének történetét. Sikeres tanári vizsgát tett Kerékgyártó Árpád Alajos történelem- és Hunfalvy János földrajztanárok előtt a budapesti tudományegyetemen 1882-ben, majd az 1882/83. tanévben újra Pécsre rendelték. Hunfalvy János biztatására kezdett foglalkozni Kethely magyar lakói néprajzi hagyományainak tanulmányozásával, s tulajdonképpen az első rendtörténettel kapcsolatos munkáját írta meg Kethely és környékének néprajza címmel. Ezzel az alapvető helytörténeti munkával egyúttal a bölcsészdoktori tudományos fokozatot is megszerezte.
Mivel egészségi állapota továbbra sem javult, így a pécsi főgimnáziumban nem taníthatott. Supka Jeromos apát így a zirci novinciátusokhoz küldte, ahol tanári és apáti jegyzői feladatokat látott el. Békefi első, monografikus jellegű rendtörténeti munkája, A pilisi apátság története 1184–1541 1891-ben jelent meg Pécsett, Supka Jeromos apát költségén. Ez a mű a tervezett zirci, pilisi, pásztói és szentgotthárdi ciszterci apátságok történetének első kötetét alkotta. A következő évben jelent meg a második kötet, mely az 1541–1814 közötti időszakot taglalta. Ezzel nyerte el a szakmai elismerésen felül a hittudományi kar Horváth-féle 300 forintos jutalmát, valamint rendtársai is felfigyeltek rá.
Ez idő tájt volt esedékes Supka Jeromos apát utódjának megválasztása is, ahol Békefi a szavazatok egyharmadát nyerte el, azonban másokkal ellentétben ő éppen azért imádkozott, hogy ne az ő gyönge vállaira helyezzék a rend vezetésének súlyos terhét. Helyette egyetemi katedrát kapott: az újonnan megválasztott apát, Vajda Ödön rendfőnök gróf Csáky Albin oktatási miniszterhez fordult, hogy Békefi Remig egyetemi magántanárrá történő kinevezését elősegítse.
Békefi 1893. március 13-án tartotta székfoglaló előadását, melynek címe Az Árpádkori magyar történelem bölcselete volt. A magántanári hivatással egyidejűleg a rendje hazai történetével és a magyar művelődéstörténettel kapcsolatos adatokat gyűjtésére is lehetősége nyílt. 1894-ben, Pécsett jelent meg újabb kötete A czikádori apátság története címmel, melyben a ciszterci apátságok feldolgozásának folytatása volt.
Emlékkönyv, melyet Magyarország ezeréves fennállásának ünnepén közrebocsát a hazai cziszterczi Rend c. 1896-ban megjelent munkájának elismeréseképpen 1896. május 15-én Magyar Tudományos Akadémia Bölcsészeti, Társadalmi és Történeti Tudományok Osztálya Történettudományi Alosztályába választotta a levelező tagjai közé. Október 2-án tartotta székfoglaló felolvasását A ciszterek középkori iskolázása Párizsban címmel.
Folytatta kutatómunkáját: a tervezett zirci, pilisi, pásztói és szentgotthárdi ciszterci apátságok történetének harmadik része, A pásztói apátság története I. kötet. 1190–1702. 1898-ban látott napvilágot Budapesten. Másfél évtized leforgása alatt 50 köz- és magánlevéltár anyagát kutatta át majd dolgozta fel ezen munkájában. Monostortörténeti terve félbemaradt, mivel egyetemi feladatai és az iskoláztatás történetének megírása miatt túl nagy terhet róttak volna a vállára. A ciszterci Rend múltja Magyarországon c. tanulmányában 800 évre tekintett vissza, Békefi kutatásainak köszönhetően az évszázadok során alapítottak kolostorok közül 25 szerzetesi és 4 apácakolostor létezésére derült fény.
Az egyetemen tisztelet és szeretet övezte, tanítványaira mint munkatársakra tekintett, dolgozataikat a Művelődéstörténeti értekezések több mint hetven dolgozatot közreadó sorozatában publikálta. A diákok egymás között Fra Angelico néven emlegették professzorukat.
A Hogyan lettek a ciszterciek tanítórenddé Magyarországon? című értekezését a pásztói és pilisi apátság visszaállításának, valamint az egri gimnázium rendi kézre való visszajuttatásának 100. évfordulójára alkalmából készítette el 1902-ben.
1908. április 30-án került be a Magyar Tudományos Akadémia rendes tagjai közé, az elhivatottan végzett, nagy forrásanyagot feldolgozó munkájának, valamint a közép- és újkori magyar egyház- és oktatástörténet, illetve a ciszterci rend és a magyarok külföldi iskolázásának kutatásában elért tudományos eredményeinek érdemeként. Február 8-án tartotta székfoglaló előadását A pécsi egyetem címmel.
Vajda Ödön Pál 1911. július 11-én bekövetkezett halála után a rend tagjainak többsége Békefi Remiget óhajtotta a megüresedett apáti székbe. Az apátválasztás 1911. szeptember 19-én zajlott le, melyet követően november 21-én kinevezést nyert a királytól. 1912. január 6-án pedig hornburgi gróf Hornig Károly veszprémi püspök avatta Békefit a 47. zirci apáttá. Kinevezését követően tanári állásáról lemondott, ám 1912. május 15-én ennek ellenére megkapta a nyilvános rendes tanári címet és jelleget. Ebben az évben megalapította a budai Szent Imre Gimnáziumot.
Tudományos munkásságát az Orvosok, betegségek és gyógyítás Magyarországon az Árpádok korában c. 1912-ben megjelent füzetével zárta le.
A történelmi viszonyok megváltoztával Békefi Remig egy olyan önálló rendi szervezet kiépítésén kezdett munkálkodni, amely csupán a római generális apáttól függ. XI. Piusz pápa Exstat in Hungaria kezdetű brévéjével került sor a Ciszterci Rend Zirci Kongregációjának elismertetésére 1923. január 27-én, melynek Békefi prézes apátja lett.
A sok munka aláásta egészségét is, már betegen fogott neki 1924 tavaszán, hogy meglátogassa a rendi kolostorokat és gimnáziumokat. Vizitációs körútját Egerben fejezte be. Itt hunyt el május 21-én hurutos tüdőgyulladás következtében, mint a történelmi Magyarország utolsó zirci apátja. Négyesy László akadémikus, irodalomtörténész egri ravatalánál, egykori tanítványa, gróf Klebelsberg Kuno vallás- és közoktatásügyi miniszter pedig zirci temetésén búcsúztatta.

## Emlékezete
Emlékművét 1934-ben állították fel a Zirci Arborétum területén.
1926–52 között a mai Béri Balogh Ádám utca viselte a nevét.

## Művei
- Kethely és környékének néprajza (Bp., 1884)
- A pilisi apátság története (Pécs, 1891–92)
- A czikádori apátság története (Pécs, 1894)
- Emlékkönyv, melyet Magyarország ezeréves fennállásának ünnepén közrebocsát a hazai cziszterczi Rend (Bp., 1896)
- A czisztercziek középkori iskolázása Párisban (Bp., 1896)
- A ciszterczi rend története Magyarországban 1142-1896 (Bp., 1896)
- A pásztói apátság története. I:1190-1702, II:1702-1814, III:Oklevéltár 1342-1812  (Bp., 1898–1902)
- A sárospataki ev. ref. főiskola 1621-iki törvényei (Bp., 1899)
- A debreczeni ev. ref. főiskola XVII. és XVIII. századi törvényei (Bp., 1899)
- A marosvásárhelyi ev. ref. iskola XVII. századi törvényei (Bp., 1900)
- III. Béla és a magyar nemzet művelődése (Bp., 1900)[2]
- A rabszolgaság Magyarországon az Árpádok alatt (Bp., 1901)
- A bolognai jogi egyetem XIV. és XV. századi statutumai (Bp., 1901)
- Hogyan lettek a ciszterciek tanítórenddé Magyarországon? (Bp., 1902)
- A Balaton környékének egyházai és várai á középkorban (Bp., 1907)
- Az iskolázás története Magyarországon 1000–1883-ig (Bp., 1907)
- A népoktatás története Magyarországon 1540-ig (Bp., 1906)
- A pécsi egyetem : székfoglaló (Bp., 1909)
- A káptalani iskolák története Magyarországon 1540-ig (Bp., 1910)
- Orvosok, betegségek és gyógyítás Magyarországon az Árpádok korában (Bp., 1912; hasonmásban: 2019)
- A zirczi apátság előszállási urodalma gazdatisztjeinek illetményei; Debreczenyi I. Ny., Székesfehérvár, 1913
- A rabszolgaság Magyarországon az Árpádok alatt; Dukász Mihály, Bp., 2011